# Hrvatska rukometna reprezentacija gluhih
Hrvatska rukometna reprezentacija gluhih predstavlja gluhe osobe iz Hrvatske na međunarodnim športskim natjecanjma u športu rukometu.
Krovna organizacija je Hrvatski športski savez gluhih.

## Sastav
Izbornik: Vojo Bjegović
Nadimak: tihi pakleni
Europski prvaci iz Lignana 2012.: (pobjeda u završnici nad Srbijom 34:21)
Bošnjak, Oliver Lušić (najbolji igrač prvenstva), Perak, Crnojević, Jukić, Kolarić, Jusić, Katuša, Dean šagovac (najbolji vratar prvenstva),...
Izbornik: Vojo Bjegović.
Sastava na OI za gluhe 2009. u Melbourneu:
Šagovac, Havić, Jusić, Bašić, Mažuran, Jukić, Kolarić, Naumovski, Crnojević, Lončarić, Pajić, Katuša, Sedmak, Barešić, Lušić, Gramljak
Olimpijski prvaci iz 2005. u Taipehu:
Šagovac, Havić, Švec, Bašić, Feljan, Mario Lušić, Jukić, Mažuran, Naumovski, Barešić, Pajić, O.Lušić, Lončarić, Gramljak
Olimpijski prvaci iz 2013.:
Lušić, Bošnjak, Havić...
Zlatni s EP 2016. nastupili su u sastavu: Dean Šagovac, Marko Prošenski, Žiga Bedenik (vratari), Antonio Rozić, Tomislav Bošnjak, Bojan Crnojević, Nemanja Damjanić, Daniel Fodor, Vedran Jakovljević, Pero Jukić, Sabahudin Jusić, Jakov Kolarić, Oliver Lušić, Ivan Pajić, Ilija Perak, Mateo Perak, Josip Rozić, Stjepan Šćulac, Goran Skoko, Marjan Turković, Kristijan Živković, Domink Žmirić. Trener: Vojislav Bjegović. Medicinsko osoblje: Marinko Smolčić. Službene osobe: Željko Hrasan, Branko Kauzlarić, Marijan Knežić, Marijo Lušić, Luka Raslić, Melani Turković.
Svjetski prvaci 2018.: Tomislav Bošnjak - najbolji igrač prvenstva, Dean Šagovac najbolji vratar. Izbornik: Mario Sirotić. Pomoćni i kondicijski trener: Jakov Previšić. Fizioterapeut: Marinko Smolčić. Vođa puta i prevoditelj znakovnog jezika Mario Lušić. Sastav: Marko Prošenski, Antonio Rozić, Ilija Perak, Oliver Lušić, Kristijan Živković, Dominik Žmirić, Tomislav Bošnjak, Pero Jukić, Mario Bašić, Bojan Crnojević, Teo Glumac, Ivan Pajić, Mateo Perak, Dean Šagovac, Nemanja Damjanić, Marjan Turković i Vedran Jakovljević.
Svjetski prvaci 2023.: Ivica Terzić, Žiga Bedenik, Bruno Varšić (vratari), Antonio Rozić, Ilija Perak, Oliver Lušić, Kristijan Živković, Florijan Kolarić, Tomislav Bošnjak, Pero Jukić, Jakov Kolarić, Leonardo Vučak, Patrik Radić, Teo Glumac, Ivan Pajić, Mateo Perak, Vedran Jakovljević i Marjan Turković. Izbornik: Mario Sirotić.

## Priznanja
2001. je ova reprezentacija dobila nagradu Franjo Bučar.
Nakon višegodišnjih uspjeha na međunarodnim natjecanjima gluhih, Europska športska organizacija gluhih imenovala je predsjednika HŠSG Marija Lušića na mjesto tehničkoga direktora za rukomet gluhih u Europi (EDSO-a). imenovan je na 10. Europskom prvenstvu gluhih u rukometu koje se održavalo od 14. do 21. travnja 2012. godine u Lignanu Sabbiadoru u Italiji. Četverogodišnji mandat trajat će mu od 2012. do 2016. godine.

## Plasmani na velikim natjecanjima
Osvojena odličja i prvenstva:
- 1993. – 3. mjesto - 17. Olimpijske igre gluhih, Sofia, Bugarska
- 1995. – 3. mjesto - 6. Europsko prvenstvo gluhih, Reykjavik, Island
- 1997. – 2. mjesto - 18. Olimpijske igre gluhih, Kopenhagen, Danska
- 2000. – 1. mjesto - 7. Europsko prvenstvo gluhih, Bukurešt, Rumunjska
- 2001. – 1. mjesto - 19. Olimpijske igre gluhih, Rim, Italija
- 2005. – 1. mjesto - 20. Olimpijske igre gluhih, Melbourne, Australija (pobjeda nad SAD 43:26 (19:14))[8][9]
- 2005. – 1. mjesto - 8. Europsko prvenstvo gluhih, Istanbul, Turska
- 2008. – 2. mjesto - 9. Europsko prvenstvo gluhih, Beograd, Srbija[10]
- 2009. – 1. mjesto - 21. Olimpijske igre gluhih, Taipei, Taiwan (R. Kina)[11][12]
- 2012. – 1. mjesto - 10. Europsko prvenstvo gluhih, Lignano Sabbiadoro Udine, Italija
- 2013. – 1. mjesto - 22. Olimpijske igre gluhih, Sofija, Bugarska
- 2014. – 1. mjesto - 1. Svjetsko prvenstvo gluhih, Samsun, Turska[13]
- 2014. – 1. mjesto - 1. Svjetsko prvenstvo gluhih, Samsun, Turska
- 2016. – 1. mjesto - 11. Europsko prvenstvo gluhih, Berlin, Njemačka
- 2017. – 3. mjesto - 23. Olimpijske igre gluhih, Samsun, Turska[14]
- 2018. – 1. mjesto - 2. Svjetsko prvenstvo gluhih, Caixas do Sul, Brazil
- 2021. − 1. mjesto − 12. Europsko prvenstvo, Zagreb, Hrvatska[15]
- 2023. − 1. mjesto, Svjetsko prvenstvo, Danska[5]

| Godina | Olimpijske igre | Svjetska prvenstva | Europska prvenstva |
| ------ | --------------- | ------------------ | ------------------ |
| 1991.  |                 |                    | nije nastupila     |
| 1992.  |                 |                    |                    |
| 1993.  | bronca          |                    |                    |
| 1994.  |                 |                    |                    |
| 1995.  |                 |                    | bronca             |
| 1996.  |                 |                    |                    |
| 1997.  | srebro          |                    |                    |
| 1998.  |                 |                    |                    |
| 1999.  |                 |                    |                    |
| 2000.  |                 |                    | zlato              |
| 2001.  | zlato           |                    |                    |
| 2002.  |                 |                    |                    |
| 2003.  |                 |                    |                    |
| 2004.  |                 |                    |                    |
| 2005.  | zlato           |                    | zlato              |
| 2006.  |                 |                    |                    |
| 2007.  |                 |                    |                    |
| 2008.  |                 |                    | srebro             |
| 2009.  | zlato           |                    |                    |
| 2010.  |                 |                    |                    |
| 2011.  |                 |                    |                    |
| 2012.  |                 |                    | zlato              |
| 2013.  | zlato           |                    |                    |
| 2014.  |                 | zlato              |                    |
| 2015.  |                 |                    |                    |
| 2016.  |                 |                    | zlato              |
| 2017.  | bronca          |                    |                    |
| 2018.  |                 | zlato              |                    |

## Vanjske poveznice
- Hrvatski športski savez gluhih